# Clarence Öfwerman
Clarence Öfwerman (22 de novembro de 1957) é um músico e produtor musical sueco conhecido por seu trabalho com a banda Roxette.
Trabalhou com muitos músicos suecos como Janne Goldman e Montana Raj Band. Em 1981 ele gravou e lançou um álbum solo, Ansikten.